# كيلي هاغ
كيلي هاغ (بالإنجليزية: Kelly Haag)‏ (6 أكتوبر 1970 بمنطقة أنفيلد في المملكة المتحدة - ) هو لاعب كرة قدم بريطاني في مركز الهجوم. لعب مع ستيفيناغ بوروه ونادي بارنت ونادي برينتفورد ونادي فولهام ونادي وكينغ وساتون يونايتد وسانت ألبانز سيتي ونادي دوفر أتليتيك وبلدلوك تاون ‏ ونادي فيشر أثليتيك وAylesbury United F.C. ‏ وداغنهام وريدبريدج وWare F.C. ‏.

## وصلات خارجية
- كيلي هاغ على موقع قاعدة بيانات كرة القدم.إي يو (الإنجليزية)
- كيلي هاغ على موقع Soccerbase.com (لاعب) (الإنجليزية)